# Amyna latipennis
Amyna latipennis är en fjärilsart som beskrevs av Walker 1865. Amyna latipennis ingår i släktet Amyna och familjen nattflyn. Inga underarter finns listade i Catalogue of Life.